# Simon Henzler
Simon Henzler (* 1. Dezember 1976 in Ravensburg) ist ein ehemaliger deutscher Fußballspieler auf der Position des Torhüters. Bekanntheit erlangte er vor allem durch seinen Einsatz in der Weltpokalsiegerbesieger-Partie zwischen dem FC St. Pauli und dem FC Bayern München in der Rückrunde der Saison 2001/02.

## Karriere
Simon Henzler begann mit dem Fußballspiel in den Jugendabteilungen des SV Weingarten, SSV Ulm 1846 und VfB Stuttgart und landete zunächst beim österreichischen Erstligaklub FC Tirol Innsbruck, wo er Ersatzmann hinter dem russischen Nationaltorwart Stanislaw Tschertschessow war. Anfang 1998 wurde er vom Zweitligisten SV Meppen ins Emsland abgeworben, blieb allerdings hinter Stefan Brasas beim Zweitligaabstieg des Klubs ohne Einsatz. Die folgenden beiden Jahre verbrachte Henzler mit Meppen in der Regionalliga Nord, ohne über die Reservistenrolle hinauszukommen. Als Meppen es in der Saison 1999/2000 nicht schaffte, sich für die neue zweigleisige Regionalliga zu qualifizieren und in die Oberliga absteigen musste, wechselte Henzler ablösefrei als Ersatz für Carsten Wehlmann zum Zweitligisten FC St. Pauli. Auch in seiner ersten Saison bei St. Pauli fand sich Henzler hinter Heinz Weber zunächst auf der Bank wieder, kam aber im April 2001 zu seinen ersten beiden Einsätzen in der 2. Bundesliga und feierte mit St. Pauli den überraschenden Aufstieg in die Bundesliga.
Nach dem Abgang von Weber zur Saison 2001/02 wurde Henzler zunächst der Neuzugang Tihomir Bulat vorgezogen. Bei der Partie des 17. Spieltags gegen den 1. FC Nürnberg (Endstand 0:0) bekam er von Trainer Dietmar Demuth seine Chance und nutzte sie. Bis zum Saisonende absolvierte er 17 Erstligapartien für die Hamburger, konnte den direkten Abstieg allerdings auch nicht verhindern. Er stand dabei unter anderem bei der denkwürdigen Partie gegen den frischgebackenen Weltpokalsieger Bayern München am 6. Februar 2002 zwischen den Pfosten, das die St. Paulianer sensationell mit 2:1 für sich entschieden.
Zum Beginn der Zweitligasaison 2002/03 war Henzler Stammtorhüter, wurde allerdings vor dem siebten Spieltag nach einer Reihe von Patzern und 23 Gegentoren in sechs Spielen von Trainer Joachim Philipkowski für einige Spiele aus dem Kader gestrichen und durch Bulat ersetzt. 
Er kehrte nicht mehr in die Stammformation zurück und wurde in der Winterpause gegen den Bielefelder Torhüter Heinz Müller getauscht. Beim Erstligisten Arminia Bielefeld verbrachte er nur die Rückrunde und blieb hinter Mathias Hain ohne Pflichtspieleinsatz.
2003/04 wechselte er ablösefrei zum 1. FC Union Berlin in die 2. Bundesliga. Dort befand er sich im Duell um den Stammplatz im Tor mit Robert Wulnikowski. Wulnikowski setzte sich dabei durch und obwohl Henzler für seine Leistung bei seinem Union-Debüt am 9. Spieltag gegen Eintracht Trier im Kicker Sportmagazin als „Mann des Tages“ ausgezeichnet wurde, reichte es nur zu einem weiteren Einsatz. 
Am Saisonende stieg Union Berlin in die Regionalliga ab und Henzler wechselte erneut, diesmal zu Regionalligist Holstein Kiel. Bei Kiel stand er in der Regionalliga Nord zumeist in der Stammformation und absolvierte für die Störche in drei Spielzeiten 58 Regionalligaeinsätze. Auch in der Oberligasaison 2006/07 war er Holsteins Stammkeeper, nach dem Wiederaufstieg in die Regionalliga Nord verlor er seinen Stammplatz an Michael Frech. In der Drittligasaison 2009/10 blieb er die Nummer 2, bekam aber durch Verletzungen und Trainerwechseln immer wieder seine Einsatzzeiten. Auch nach dem erneuten Abstieg in die Regionalliga Nord gehörte er weiterhin dem Kader von Holstein Kiel an und trainierte nebenbei die Torhüter des Nachwuchsleistungszentrums. Im Mai 2014 unterschrieb Henzler einen Zweijahresvertrag als Torwarttrainer beim Bundesliga-Aufsteiger SC Paderborn 07.
Ab der Saison 2015/16 trainierte Henzler die Torhüter des Bundesligisten FC Schalke 04. Nach dem Abstieg der Schalker in die zweite Liga wurde er im Sommer 2021 zunächst freigestellt und mit Wil Coort ein neuer Torwarttrainer verpflichtet. Nach acht Monaten kehrte Henzler im März 2022 zum FC Schalke 04 zurück und nahm seine Tätigkeit dort wieder auf, nachdem Coort gemeinsam mit Cheftrainer Dimitrios Grammozis freigestellt worden war.